# Бареж
Баре́ж (фр. Barèges) — муніципалітет у Франції, у регіоні Окситанія, департамент Верхні Піренеї. Населення — 145 осіб (01.01.2021).

## Географія
Муніципалітет розташований на відстані близько 690 км на південь від Парижа, 140 км на південний захід від Тулузи, 37 км на південь від Тарба.

### Клімат
Громада знаходиться у зоні, котра характеризується субарктичним морським кліматом. Найтепліший місяць — липень із середньою температурою 6.7 °C (44 °F). Найхолодніший місяць — лютий, із середньою температурою -7.2 °С (19 °F).
| Клімат Барежа           | Клімат Барежа | Клімат Барежа | Клімат Барежа | Клімат Барежа | Клімат Барежа | Клімат Барежа | Клімат Барежа | Клімат Барежа | Клімат Барежа | Клімат Барежа | Клімат Барежа | Клімат Барежа | Клімат Барежа |
| Показник                | Січ.          | Лют.          | Бер.          | Квіт.         | Трав.         | Черв.         | Лип.          | Серп.         | Вер.          | Жовт.         | Лист.         | Груд.         | Рік           |
| Середня температура, °C | −6            | −7            | −6            | −4            | −1            | 3             | 7             | 6             | 4             | 0             | −3            | −6            | −1            |
| Норма опадів, мм        | 64            | 67            | 90            | 83            | 118           | 107           | 73            | 103           | 97            | 91            | 108           | 86            | 1087          |
| ----------------------- | ------------- | ------------- | ------------- | ------------- | ------------- | ------------- | ------------- | ------------- | ------------- | ------------- | ------------- | ------------- | ------------- |
| Джерело: Weatherbase    |               |               |               |               |               |               |               |               |               |               |               |               |               |

## Історія
До 2015 року муніципалітет перебував у складі регіону Південь-Піренеї. Від 1 січня 2016 року належить до нового об'єднаного регіону Окситанія.

## Демографія
Динаміка населення (INSEE ):
Розподіл населення за віком та статтю (2006):
| Стать | Всього | До 15 років | 15-24 | 25-44 | 45-64 | 65-85 | Понад 85 |
| --- | ------ | ----------- | ----- | ----- | ----- | ----- | -------- |
| Чоловіки | 104    | 20          | 4     | 28    | 36    | 16    | 0        |
| Жінки | 132    | 32          | 12    | 28    | 32    | 28    | 0        |
| \| Статево-вікова піраміда \| Статево-вікова піраміда \| Статево-вікова піраміда \| \| ----------------------- \| ----------------------- \| ----------------------- \| \| Чоловіки \| Вік \| Жінки \| \| 0 \| 85 + \| 0 \| \| 0 \| 80-84 \| 0 \| \| 8 \| 75-79 \| 8 \| \| 8 \| 70-74 \| 12 \| \| 0 \| 65-69 \| 8 \| \| 0 \| 60-64 \| 0 \| \| 12 \| 55-59 \| 20 \| \| 16 \| 50-54 \| 8 \| \| 8 \| 45-49 \| 4 \| \| 12 \| 40-44 \| 16 \| \| 12 \| 35-39 \| 4 \| \| 4 \| 30-34 \| 8 \| \| 0 \| 25-29 \| 0 \| \| 0 \| 20-24 \| 12 \| \| 4 \| 15-20 \| 0 \| \| 4 \| 10-14 \| 20 \| \| 4 \| 5-9 \| 8 \| \| 12 \| 0-4 \| 4 \| |        |             |       |       |       |       |          |
| Статево-вікова піраміда |        |             |       |       |       |       |          |
| Чоловіки | Вік    | Жінки       |       |       |       |       |          |
| 0 | 85 +   | 0           |       |       |       |       |          |
| 0 | 80-84  | 0           |       |       |       |       |          |
| 8 | 75-79  | 8           |       |       |       |       |          |
| 8 | 70-74  | 12          |       |       |       |       |          |
| 0 | 65-69  | 8           |       |       |       |       |          |
| 0 | 60-64  | 0           |       |       |       |       |          |
| 12 | 55-59  | 20          |       |       |       |       |          |
| 16 | 50-54  | 8           |       |       |       |       |          |
| 8 | 45-49  | 4           |       |       |       |       |          |
| 12 | 40-44  | 16          |       |       |       |       |          |
| 12 | 35-39  | 4           |       |       |       |       |          |
| 4 | 30-34  | 8           |       |       |       |       |          |
| 0 | 25-29  | 0           |       |       |       |       |          |
| 0 | 20-24  | 12          |       |       |       |       |          |
| 4 | 15-20  | 0           |       |       |       |       |          |
| 4 | 10-14  | 20          |       |       |       |       |          |
| 4 | 5-9    | 8           |       |       |       |       |          |
| 12 | 0-4    | 4           |       |       |       |       |          |

## Економіка
2010 року серед 127 осіб працездатного віку (15—64 років) 94 були активними, 33 — неактивними (показник активності 74,0%, у 1999 році було 82,0%). З 94 активних мешканців працювали 92 особи (44 чоловіки та 48 жінок), безробітними було 2 (1 чоловік та 1 жінка). Серед 33 неактивних 5 осіб було учнями чи студентами, 20 — пенсіонерами, 8 були неактивними з інших причин.

У 2010 році в муніципалітеті числилось 100 оподаткованих домогосподарств, у яких проживали 205,5 особи, медіана доходів виносила 18 818 євро на одного особоспоживача